# Hieracium orcadense
Hieracium orcadense là một loài thực vật có hoa trong họ Cúc. Loài này được W.R.Linton mô tả khoa học đầu tiên năm 1893.